# Gavrelle
Gavrelle település Franciaországban, Pas-de-Calais megyében. Lakosainak száma 785 fő (2022. január 1.). Gavrelle Oppy, Plouvain, Rœux, Athies, Bailleul-Sir-Berthoult, Biache-Saint-Vaast, Fampoux és Fresnes-lès-Montauban községekkel határos.

## Népesség
A település népességének változása:
| Lakosok száma | 610  | 616  | 635  | 627  | 636  | 784  | 817  | 801  | 785  |
|               | 2013 | 2015 | 2016 | 2017 | 2018 | 2019 | 2020 | 2021 | 2022 |